# Девдаріані Гайоз Соломонович
Гайоз Соломонович Девдаріа́ні (15 жовтня 1901, село Хараґаулі Кутаїської губернії, тепер Грузія — розстріляний 12 листопада 1937, місто Тбілісі, тепер Грузія) — грузинський радянський партійний і державний діяч, 2-й секретар ЦК КП(б) Грузії, народний комісар освіти Грузинської РСР.

## Біографія
Член РКП(б) з 1918 року.
У жовтні 1919 року був заарештований за участь у повстанні, організованому проти Грузинської держави, та поміщений у в'язницю Метехі в Тифлісі. Після звільнення в червні 1920 року приєднався до організованого більшовиками повстання серед осетин Горі-Мазрі.
З липня 1920 року — член Закавказького бюро КП(б) Грузії і Головного штабу Червоної гвардії. 
У 1921—1923 роках — секретар Тифліського губернського комітету комсомолу (КСМ), а потім секретар ЦК КСМ Грузії.
У 1923—1925 роках навчався на курсах марксизму-ленінізму при Комуністичній академії в Москві. 
У вересні 1930 — 1931 року — народний комісар освіти Грузинської РСР.
20 листопада 1930 — 15 лютого 1931 року — член Секретаріату ЦК КП(б) Грузії.
15 лютого — 12 вересня 1931 року — 3-й секретар ЦК КП(б) Грузії.
12 вересня — 14 листопада 1931 року — 2-й секретар ЦК КП(б) Грузії.
З 1931 року працював на різних адміністративно-господарських посадах. До 1937 року — директор Воронезького заводу № 16.
Влітку 1937 року заарештований органами НКВС. Девдаріані звинувачували в тому, що він був одним із керівників «правої антирадянської організації», провадив «активну контрреволюційну підривну діяльність» і готував «терористичний акт» проти секретаря ЦК КП(б) Грузії Лаврентія Берії. 12 листопада 1937 року розстріляний.
Посмертно реабілітований.